# Старое Янашево
Старое Янашево (чув. Таяпа Энтри) — деревня, входит в Малотаябинское сельское поселение Яльчикского района Чувашии.

## Общие сведения о деревне
Улицы: Анаткас, Арманкас, Сультикас (Çӳлтикас), Йаламкас (Йăлăмкас), Лавккакасси, Малтикас, Сенькас (Çĕнкас), Майракасси, Поселка (Поçелкă), Тукас.

### География
Старое Янашево находится на европейском континенте, на Приволжской возвышенности. Река Таяпинка, разделяющая Старое Янашево примерно на две одинаковые части, относится к Волжскому водному бассейну. Средняя высота над уровнем моря 121 метр.

### Климат
Климат умеренно континентальный с продолжительной холодной зимой и тёплым летом. Средняя температура января −12,9 °C, июля 18,3 °C. За год в среднем выпадает до 552 мм осадков.

### Демография
Население чувашское — 653 человека (2010 г.), из них 52,4 % женщины.
824 человека проживали в 2006 г.

## Название
Согласно наиболее лингвистически обоснованной этимологии, название Таяпа Энтри происходит от словосочетания «Таяпа Анатри», что значит «Таяпа Нижний». Так как Старое Янашево (Таяпа Энтри) располагается на реке Таябинка, а выше по течению находится Малая Таяба.

## История
Старое Янашево было основано в конце XVI века переселенцами из-под Казани. Группа молодых людей было недовольна вновь вводимыми налогами новой русской администрации. В течение нескольких лет, после падения Казанского ханства, налоги вообще не собирались. Дух свободы позвал переселенцев в южные районы теперешней Чувашии. По многочисленным слухам, здесь были плодородные земли, и не было никакой власти. И по преданию, когда весной путники остановились на месте теперешней Арманкас, один из них, увидев, тихо журчащий кристальночистый ручей, великолепные луга и игриво бегающего жеребёнка, воскликнул:

Ах, как же здесь красиво, что хочется умереть от счастья! Давайте останемся здесь жить!

## Связь и средства массовой информации
- Связь: ОАО «Волгателеком», Би Лайн, МТС, Мегафон. Развит интернет ADSL технологии.
- Газеты и журналы:
- Телевидение: за отсутствием кабельного телевидения, население использует эфирное и спутниковое. Эфирное телевидение позволяет принимать национальный канал на чувашском и русском языках.

## Известные уроженцы и жители
- Спиридонов Анатолий Николаевич — заслуженный художник Чувашской Республики.
- Никитин, Василий Антонович
- Антон Ласточкин[тат.]